# Erfloze nalatenschap
Een erfloze nalatenschap (België, Frans: la succession en déshérence) of onbeheerde nalatenschap (Nederland) is een nalatenschap zonder erfgenamen of algemene legatarissen, hetzij omdat er geen bestaan, hetzij omdat ze niet gekend zijn, hetzij omdat ze de nalatenschap hebben geweigerd. 
Erfloze nalatenschappen komen in België toe aan de Staat, wordt de nalatenschap niet door de Staat opgeëist, dan spreekt men in België van een onbeheerde nalatenschap. 
In Nederland wordt voor een nalatenschap die niet door erfgenamen wordt afgewikkeld het begrip onbeheerde nalatenschap gebruikt. Deze wordt afgewikkeld door het  Rijksvastgoedbedrijf, een batig saldo komt 20 jaar in bewaring in de consignatiekas van het Ministerie van Financiën ten behoeve van eventueel later opduikende erfgenamen en gaat daarna naar de Staat.

## België

### Definitie
In België worden erfloze nalatenschappen geregeld door de artikelen 4.32 en 4.33 van het Burgerlijk Wetboek (BW). Bij gebreke aan erfgenamen vervalt de nalatenschap aan de Staat (art. 4.32 BW): de Staat is echter niet verplicht deze nalatenschap op te eisen.
Een nalatenschap kan deels erfloos zijn als de erflater wel legatarissen heeft opgenomen in zijn testament, maar niemand van hen aanspraken kan doen gelden op de algemeenheid van de nalatenschap.

### Door de Staat opgeëist
Als de Staat aanspraak maakt op een erfloze nalatenschap, moet hij overgaan tot de verzegeling en een boedelbeschrijving laten opmaken (art. 4.33, eerste lid BW). Bovendien moet de Staat de inbezitstelling vragen bij de familierechtbank van het rechtsgebied waarbinnen de nalatenschap is opengevallen. De rechtbank kan over de eis geen uitspraak doen dan na drie bekendmakingen en aanplakkingen in de gebruikelijke vorm, en na de procureur des Konings te hebben gehoord (art. 4.33, tweede lid BW). Als de Staat deze regels niet naleeft, kan hij worden veroordeeld tot schadevergoeding aan de erfgenamen die zich zouden aanmelden.
De inbezitstelling, die terugwerkt tot het openvallen van de nalatenschap, houdt in dat de Federale Overheidsdienst Financiën de nalatenschap moet laten verzegelen en een inventaris laten opmaken. Ze brengt ook de verplichting mee om het passief aan te zuiveren met alle beschikbare actief (intra vires).
Volgens het Hof van Cassatie is de Staat geen erfgenaam in de zin van het erfrecht, maar verkrijgt hij de erfloze nalatenschap op grond van zijn soevereiniteitsrechten. Dit heeft onder meer tot gevolg dat een erfgenaam die de nalatenschap verworpen had, daar ook na de definitieve inbezitstelling van de Staat nog kan op terugkomen, en dit tot dertig jaar na het openvallen van de nalatenschap (art. 4.47 BW). Daarna treedt de verjaring in.
Elk jaar vallen er enkele honderden erfloze nalatenschappen open. Volgens de minister van Financiën vraagt de Staat in principe slechts om inbezitstelling wanneer het netto-actief minstens 12.500 euro bedraagt. Later werd dit 25.000 euro.

#### Opbrengsten
| Jaar | Opbrenst           | Betaalde successierechten | Aantal nalatenschappen | Bron  |
| ---- | ------------------ | ------------------------- | ---------------------- | ----- |
| 2015 | 16, 7 miljoen euro | 1,6 miljoen euro          |                        | [ 6 ] |
| 2016 | 14,9 miljoen euro  | 4,9 miljoen euro          |                        | [ 6 ] |
| 2019 | 37,6 miljoen euro  |                           |                        | [ 5 ] |
| 2020 | 14,6 miljoen euro  | 10 miljoen euro           | 59                     | [ 5 ] |
| 2021 | 24,0 miljoen euro  | 7,8 miljoen euro          |                        | [ 7 ] |

### Niet door de Staat opgeëist
Wordt de nalatenschap niet door de Staat opgeëist, dan spreekt men in België van een 'onbeheerde nalatenschap'.

## Nederland

### Definitie
In Nederland overlijden jaarlijks honderden mensen waarbij niet duidelijk is wie de erfgenamen zijn of waar niemand de erfenis opeist. In 2018 ging het om bijna 1200 vermoedelijk onbeheerde nalatenschappen, in 2022 om meer dan 2200. Voor zulke nalatenschappen wordt in Nederland de term 'onbeheerde nalatenschap' gebruikt.

### Uitvaart
De regels voor het organiseren van de uitvaart staan in de Wet op de Lijkbezorging, deze richt zich tot de nabestaanden, dat kunnen zowel familieleden zijn als vrienden, kennissen of buren. Is er niemand, ligt de taak bij de gemeente waar de persoon verbleef bij overlijden. De kosten moeten in eerste instantie worden voldaan door degene die opdracht geeft maar kunnen daarna worden verhaald op de nalatenschap, voor zover de kosten redelijk zijn en de nalatenschap voldoende saldo heeft.

### Afwikkelen nalatenschap
Het opzeggen van contracten, betalen van schulden, aangifte erfbelasting, opruimen, leeghalen en eventueel verkopen van de woning wordt normaal gesproken door de erfgenamen gedaan. Als er geen erfgenamen zijn, als ze onvindbaar zijn, niet op komen dagen, ze allemaal de erfenis verwerpen of de afwikkeling niet op zich willen nemen, ligt de taak bij de overheid, het Rijksvastgoedbedrijf (RVB). Mensen die op de een of andere manier betrokken waren bij overledene of te maken hebben met goederen uit de nalatenschap, bijvoorbeeld een huurder, buren, de bewindvoerder, schuldhulpverlener of curator van overledene, doen een melding bij deze Dienst.
Het Rijksvastgoedbedrijf begint met het opmaken van een boedelbeschrijving, dat is het inventariseren van alle goederen en schulden die in de nalatenschap zitten en het taxeren van alle goederen van waarde. Ook onderzoekt de Dienst of er een testament is en of er wettelijke of testamentaire erfgenamen zijn en of er inactieve bankrekeningen zijn die aan de overledene toebehoorden, de zogeheten slapende tegoeden.
Vervolgens wordt de boedel afgewikkeld en worden de goederen te gelde gemaakt door verkoop (liquidatie). Lopende contracten worden opgezegd. Is er een huurder, wordt het huurcontract volgens de regels van het huurrecht afgehandeld door de Rijksvastgoedienst.
Blijft er geld over na de vereffening en onder aftrek van de kosten voor de afwikkeling, dan wordt dit bedrag ter bewaring gestort in de consignatiekas van het Ministerie van Financiën. Eventuele erfgenamen hebben de mogelijkheid om binnen 20 jaar de erfenis op te eisen bij de consignatiekas. Maakt er in die 20 jaar niemand aanspraak op de erfenis, dan gaat het geld naar de Nederlandse Staat (artikel 4:189 en 4:226 BW).